# UTC+1:30
UTC+1:30 a fost un fus orar cu o oră și 30 minute înainte UTC. Acest fus orar a fost folosit în republicii sud-africane Colonia Capului, Statul liber Orania și Transvaal  între 8 februarie 1892 și 1 martie 1903 ca ora standard.
Pe 1 martie 1903 UTC+1:30 a fost introdus în toată Africa de Sud GMT+2 (Greenwich Mean Time era atunci baza pentru ora legală; acum UTC+2) ca ora standard.
Fusul orar UTC+1:30 a fost folosit de asemenea în Africa Germană de Sud-Vest până în 1903.